# Германская Восточно-Африканская палеонтологическая экспедиция (1909—1913)
Германская Восточно-Африканская палеонтологическая экспедиция (нем. Tendaguru-Expedition) — серия палеонтологических экспедиций (1909, 1909-10, 1911, 1912-13 гг.), работавших в Танганьике (современная Танзания), на территории Германской Восточной Африки. Экспедиция была организована берлинским Музеем естественной истории. В 1909—1911 годах экспедицию возглавлял куратор отдела ископаемых музея, палеонтолог и геолог Вернер Яненш (1878—1969), ему помогал палеонтолог Эдвин Хенниг (Edwin Hennig, 1882—1977). С 1912 года раскопки проводил Ганс Рек, позднее обнаруживший первый скелет гоминид в ущелье Олдувай.

## История
В 1907 году немецкого натуралиста и палеонтолога Эберхарда Фрааса (Eberhard Fraas, 1862—1915) путешествующего по Танганьике, попросили проверить слухи, о странных костях, находящихся в местечке под названием Тендагуру-Хилл на юго-востоке страны. Ученый действительно обнаружил в окрестных холмах множество ископаемых костей, большая часть которых принадлежала зауроподам. Вернувшись в Германию, Фраас приложил много усилий для организации большой экспедиции в Восточную Африку.
Экспедиция прибыла в Танганьику только в 1909 году, было исследовано обширное захоронение ископаемых костей в слоях, впоследствии названных — свита Тендагуру (Tendaguru formation). Здесь сохранились остатки позднеюрских животных, живших около 150—145 млн лет назад. Помимо динозавров, были найдены кости палеогеновых млекопитающих, птерозавров, древних рыб и остатки беспозвоночных.
После окончания Первой мировой войны Германия потеряла свои колонии в Африке, мандат на управление Танганьикой получила Великобритания и дальнейшее изучение Тендагуру продолжили английские исследователи.

## Наиболее значимые находки
- Найден и доставлен в Германию почти полный скелет брахиозавра (Brachiosaurus brancai)[2]. Гигантские кости были извлечены из породы; с большим трудом, при помощи нескольких сотен носильщиков, доставлены на побережье, погружены на корабль и отправлены в Европу. Скелет смонтирован в берлинском Музее естественной истории, и до сих пор, является центральным и самым впечатляющим экспонатом этого музея[3].

- Были найдены два скелета кентрозавра (Kentrosaurus) из семейства стегозаврид[4].

- Скелет дикреозавра — сравнительно небольшого завропода, длиной до 13 метров, весом до 3—4 тонн[5].

- Скелет хищного динозавра, спорного систематического положения — Элафрозавра (Elaphrosaurus), описанного Вернером Яненшом в 1920 г.

## Результаты
Экспедиция оказалась одной из самых успешных и значительных по достигнутым результатам. Было собрано и доставлено в Европу 250 тонн ископаемых остатков, европейские ученые получили богатые коллекции позднеюрских рептилий, очень хорошей сохранности, были описаны многие новые виды.
Полученые результаты стимулировали интерес к дальнейшему исследованию ископаемых фаун африканского материка.